# Germanska nationen, Uppsala
Germanska nationen, latinskt namn Natio Germanica, var en studentnation vid Uppsala universitet. 

## Historia
Nationen nämns för första gången tillsammans med Gotlands, Finlands och den Livländska nationen år 1663, då de alla har en gemensam inspektor. Den Germanska nationen bestod främst av tyskspråkiga studenter.

## Inspektor
- Daniel Lipstorpius 1663-?
- Christian Ravius 1667-?